# Chrysemosa parva
Chrysemosa parva är en insektsart som först beskrevs av Bo Tjeder 1966.  Chrysemosa parva ingår i släktet Chrysemosa och familjen guldögonsländor. Inga underarter finns listade i Catalogue of Life.